# Srednji Poloj
Srednji Poloj – wieś w Chorwacji, w żupanii karlowackiej, w gminie Barilović. W 2011 roku liczyła 12 mieszkańców.